# 佩皮二世
佩皮二世（英語：Pepi II，前2284年—前2184年），埃及第六王朝法老（公元前2278年—公元前2184年在位），据记载其在位长达94年，是世界歷史上在位時間最長的君主（存疑）。

## 生平
佩皮二世执政时期，埃及古王国时代已接近结束，王权日益削弱，各诺姆（州）的独立性逐渐增强。这些情况在法老为解放各诺姆神庙农户摆脱“王室劳役”而发布的法令中有所反映。
佩皮二世原被认为是佩皮一世之子，但根据现代的考古结果，他更可能是佩皮一世之孙。